# الظهار (جبلة)

تعديل مصدري - تعديل

الظهار محلة تابعة لقرية المسيجيد، التابعة لعزلة جبل رعوين بمديرية جبلة إحدى مديريات محافظة إب في الجمهورية اليمنية، بلغ تعداد سكانها 132 حسب تعداد اليمن لعام 2004.